# Сеџвик (Канзас)
Сеџвик (енгл. Sedgwick) град је у америчкој савезној држави Канзас.

## Демографија
По попису из 2010. године број становника је 1.695, што је 158 (10,3%) становника више него 2000. године.
| Група             | 2000.         | 2010.         |
| Белци             | 1.444 (93,9%) | 1.581 (93,3%) |
| Афроамериканци    | 1 (0,1%)      | 4 (0,2%)      |
| Азијати           | 4 (0,3%)      | 5 (0,3%)      |
| Хиспаноамериканци | 48 (3,1%)     | 75 (4,4%)     |
| Укупно            | 1.537         | 1.695         |